# José Ortega y Gasset
José Ortega y Gasset (født 9. maj 1883 i Madrid, død 18. oktober 1955 i Madrid) var en spansk filosof, sociolog og essayist.
Han grundlagde tidsskrifterne España (1915–1924) og Revista de Occidente (1923). Samtidig deltog han i udarbejdelsen af den spanske forfatning. Stærkt påvirket af Weimarrepublikken skrev han det centrale værk La rebelión de las masas (1929). Fra 1910 til 1936 var han professor i metafysik, logik og etik ved Complutense-universitetet i Madrid, fra 1936 til 1945 levede han i eksil i Frankrig, Argentina og Portugal. Som kulturfilosof byggede han på Georg Wilhelm Friedrich Hegel, Friedrich Nietzsche og Wilhelm Dilthey.
Kendt er det kulturfilosofiske værk Menneskets fordrivelse fra kunsten (orig. La deshumanización del arte, 1925). Værket forelå i dansk oversættelse ved Ole Sarvig i 1945.

## Værker i dansk oversættelse
- Menneskets fordrivelse fra kunsten, Gyldendal, 1997. ISBN 87-00-31158-8.
- Synspunktet i kunsten : et essay af José Ortega y Gasset fulgt af en række betragtninger af Ejler Bille , Brøndum, 1968.
- Massernes oprør, Gyldendals Uglebøger, 1964.
- Essays, Hasselbalch, 1950.